# Lanugo bicincta
Lanugo bicincta là một loài tò vò trong họ Ichneumonidae.